# Line Operations Safety Audit
Line Operations Safety Audit (kurz LOSA) ist ein erprobtes Analyse-Verfahren in der Luftfahrt, welches für die Airlines durch Sammeln von sicherheitsrelevanten Daten bereits während der Normal Operation ein geeignetes Messinstrument für die Optimierung der Sicherheit im Flugverkehr darstellt.

## Entstehung von LOSA
In den 1980er Jahren zeigten mehrere Untersuchungen, dass Fehler und Irrtümer der Piloten eine wichtige Ursache für Flugzeugzwischenfälle waren. Um die Flugsicherheit zu erhöhen, wurden 1996 erste Versuche mit einem LOSA ähnlichen Verfahren bei den Continental Airlines in den USA durchgeführt. Die Ergebnisse wurden zusammen mit dem kompletten LOSA Konzept 1999 erstmals unter Mitwirkung von R.L. Helmreich und J.R. Klinect öffentlich vorgestellt und sofort von der ICAO unterstützt.

## LOSA-Konzept
Das LOSA-Konzept basiert auf der anonymen Sammlung von Daten, die von Beobachtern gemacht werden, welche hinter den Piloten auf dem Jumpseat Platz nehmen. Die gesammelten Daten betreffen den ganzen Flug, die Arbeit der Piloten, deren Management von Ereignissen im Flugzeug und auch die Einwirkungen von außen. Durch die Sammlung dieser Daten und dem Abgleich mit anderen Flotten entsteht ein deutlicher Zugewinn an Informationen über Schwachstellen, Belastungen und erfolgreiche Bewältigung des täglichen Flugbetriebs. 
Das Verfahren ist vertraulich, die Piloten müssen der Untersuchung zustimmen. Die Daten werden erst nach Auswertung durch ein beauftragtes Institut der jeweiligen Fluggesellschaft zur Verfügung gestellt, so dass die Airline nicht erkennen kann, wer geflogen ist. Somit hat ein eventuelles Fehlverhalten der Piloten für diese keine Folgen, sie werden nicht denunziert. Das Verfahren ist umfassend und objektiv, da die Berichte nicht aus der Sicht der Piloten, sondern aus der Sicht von Außenstehenden geschrieben sind. LOSA bringt die neutrale, dritte Perspektive neben den in den meisten Airlines bereits etablierten safety tools FDM ("Flugzeugperspektive") und ADREP ("Pilotenperspektive"). 
Die mit LOSA gesammelten Daten werden bei dem Originalmodell in der University of Texas im UTHFRP (University of Texas Human Factors Research Project) ausgewertet. Diese Vorgehensweise ist sehr kostenintensiv. Daher wurde das Safety Tool bisher nicht von allen Fluggesellschaften eingeführt.